# 치아 손상

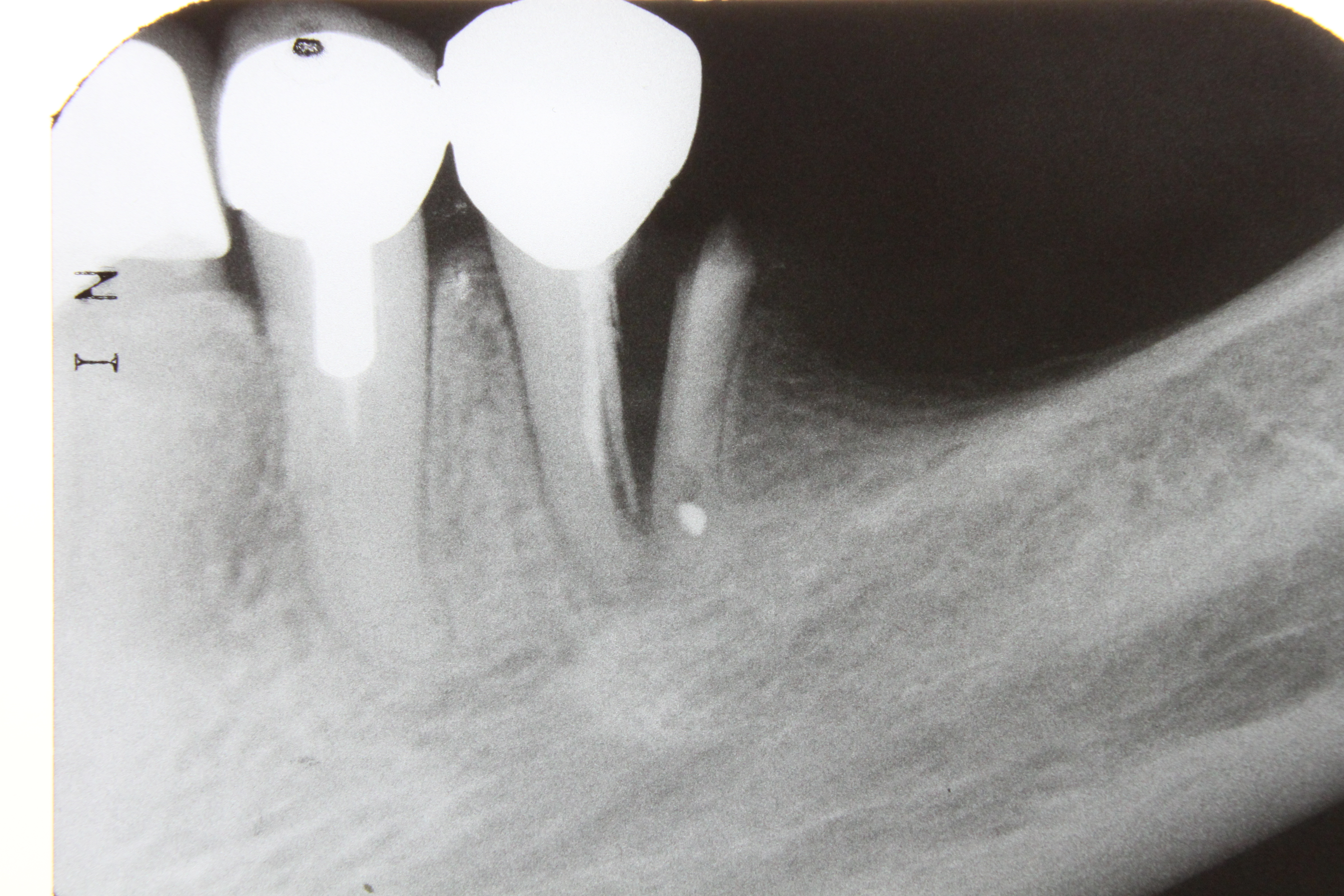
치근 파절

치아 손상은 치아 혹은 치주조직(잇몸, 치주인대 등)에 입은 손상을 의미한다.

## 유형

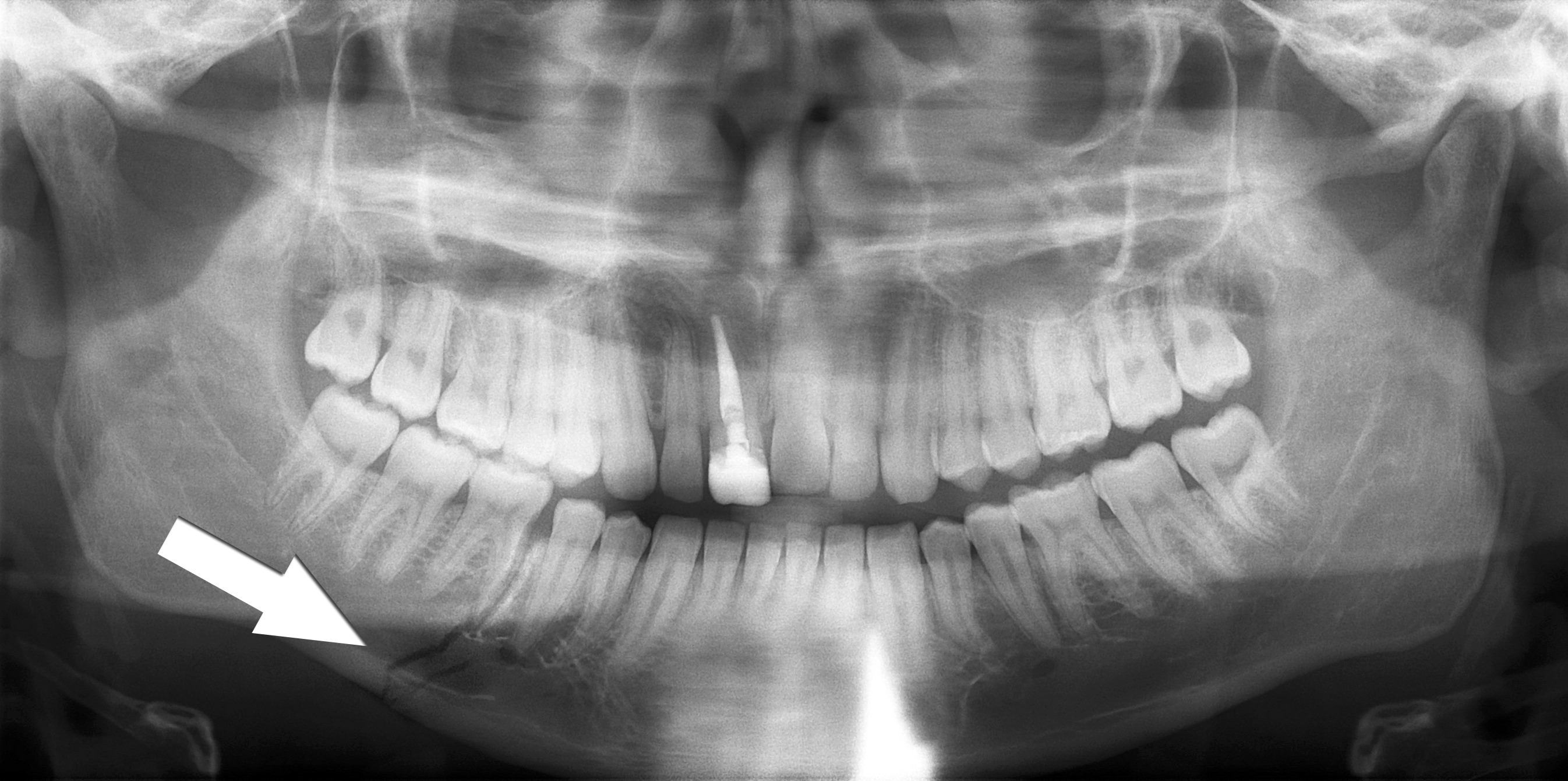
하악 단순골절

### 치아[2][3]
- 법랑질 균열
- 법랑질 파절
- 단순치관파절
- 복합치관파절
- 치근 파절

### 탈구성 손상 (치주)
- 진탕
- 아탈구
- 탈구
  - 정출성
  - 함입성
  - 측방
- 완전 탈구[4]